# Чумаки (Полтавская область)
Чумаки (укр. Чумаки) — село, Бутенковский сельский совет, Кобелякский район, Полтавская область, Украина.
Код КОАТУУ — 5321880711. Население по переписи 2001 года составляло 72 человека.

## Географическое положение
Село Чумаки находится в 3-х км от правого берега рек Кобелячка и ручья Волчий. На расстоянии до 1,5 км расположены сёла Богдановка и Ветрова Балка. Через село проходит автомобильная дорога Р-52.